# Ragghornig kamklobagge
Ragghornig kamklobagge (Hymenophorus doublieri) är en skalbaggsart som beskrevs av Étienne Mulsant 1851. Ragghornig kamklobagge ingår i släktet Hymenophorus, och familjen svartbaggar. Enligt den finländska rödlistan är arten akut hotad i Finland. Enligt den svenska rödlistan är arten sårbar i Sverige. Arten förekommer på Gotland, Götaland, Svealand och Nedre Norrland. Artens livsmiljö är naturmoskogar.